# هوراس ببكر
هوراس ببكر (بالإنجليزية: Horace Baker)‏ (1 سبتمبر 1910 في المملكة المتحدة - 1 مارس 1974 في المملكة المتحدة) هو لاعب كرة قدم بريطاني (وحمل سابقاً جنسية المملكة المتحدة لبريطانيا العظمى وأيرلندا) في مركز جناح ‏. لعب مع بورت فايل وشروزبري تاون ونادي ترانمير روفرز لكرة القدم ونادي ساوثبورت.